# Mtunduru
Mtunduru ist ein Verwaltungsbezirk (englisch Ward) des Distrikts Ikungi in der tansanischen Region Singida.

## Geografie
Mtunduru ist ein Bezirk im nördlichen Zentralteil von Tansania etwa 20 Kilometer Luftlinie westlich der Regionshauptstadt Singida. Bei der Volkszählung 2022 lebten 22.292 Menschen in 3938 Haushalten auf einer Fläche von 420 Quadratkilometern.
Der Bezirk grenzt im Nordwesten an den Distrikt Iramba, im Nordosten und Osten an den Distrikt Singida (MC) und sonst an Bezirke des Distrikts Ikungi:
| Ndulungu | Sepuka                                      | Uhamaka  |
|          | Kompassrose, die auf Nachbargemeinden zeigt | Mwankoko |
| Ighombwe | Minyughe                                    |          |

## Gliederung
Der Bezirk besteht aus vier Gemeinden (swahili Mtaa) mit 36 Orten (Kitongoji):
| Mtunduru - Mtunduru Kati - Msingilimo - Munkhonje - Mtakuja - Mwasweya Mashariki - Maswe | Kipunda - Kipunda A - Kipunda B - Kipunda Kusini - Kikundufe - Misule - Msonge - Nkhokwe - Nkambi - Mtakuja - Mswea - Magharibi - Mwenge - Mauki - Msisi | Kintandaa - Kintandaa Kati - Misule - Indahia - Mhanyati - Mayuyuda B - Mwasija | Masweya - Kipuma - Bunku - Masweya Kati - Nzila Iramba - Songandogo - Masimba - Ifyamahumbi - Itagata - Misungwi - Ugumo |

## Wirtschaft und Infrastruktur
- Landwirtschaft: Im Bezirk werden 18.000 Rinder, 13.000 Ziegen, 9000 Schafe und 51.000 Hühner gehalten (Stand 2015).[8]
- Bildung: Die Mtunduru Secondary School ist eine staatliche weiterführende Schule, die Tagesschüler bis zur 4. Stufe ausbildet.[9]
- Gesundheit: In den Gemeinden Mtunduru, Kipunda und Kintandaa liegt je eine staatliche Apotheke.[10][11][12] Das häufigste Gesundheitsproblem ist Malaria.[13]